# Thomas Curson Hansard
Thomas Curson Hansard (Londres, 6 de noviembre de 1776 – 5 de mayo de 1833) fue un impresor inglés, hijo del impresor Luke Hansard.

## Biografía
En 1803, estableció su propia imprenta en Paternoster Row. En el mismo año, William Cobbett, un periodista, comenzó a imprimir los debates parlamentarios. Al principio, estos no eran informes independientes, sino que se tomaron de las cuentas de los periódicos sobre el debate parlamentario.
En 1809, Hansard comenzó a imprimir los informes de Cobbett. Juntos, también publicaron un panfleto que describía un incidente en el que mercenarios alemanes habían azotado a soldados británicos por amotinarse; como resultado, Hansard fue encarcelado el 9 de julio de 1810 en la Prisión de King's Bench por difamación.
En 1812, frente a la bancarrota, Cobbett vendió la publicación a Hansard, quien continuó publicándola por el resto de su vida. 
En 1829, añadió su propio nombre a las actas parlamentarias, dándole el título de Hansard que lleva hasta el día de hoy.

## Obras
- T. C. Hansard fue el autor de la obra Typographia, an Historical Sketch of the Origin and Progress of the Art of Printing (1825).[3]

## Firma
El negocio original quedó en manos de sus hermanos menores, James y Luke Graves Hansard (1777 – 1851). La firma fue procesada en 1837 por John Joseph Stockdale por imprimir, por orden de la Cámara de los Comunes, en un informe oficial del inspector de prisiones, declaraciones consideradas por el demandante como difamatorias. Hansard's se protegió sobre la base del privilegio parlamentario, pero no fue hasta después de muchos litigios que la seguridad de los impresores de los informes gubernamentales quedó garantizada por ley en 1840. 